# The Young Indiana Jones Chronicles
The Young Indiana Jones Chronicles, ook wel bekend als The Adventures of Young Indiana Jones, is een Amerikaanse televisieserie over de jonge jaren van het personage Indiana Jones. De serie liep van 1992 tot 1993, met een totaal van 24 afleveringen. De serie werd in Nederland voor het laatst uitgezonden op SBS6 in 2004.
De serie was gericht op een jong publiek, en was derhalve ook educatief. De hoofdrolspelers waren Sean Patrick Flanery, Corey Carrier en George Hall.
Het succes van de serie leidde tot de opnames van vier televisiefilms.

## Productie

### Ontwikkeling
Tijdens de opnames van de eerste drie bioscoopfilms over Indiana Jones, kreeg regisseur George Lucas geregeld vragen van de cast en crew over Indiana’s verleden. Al in de derde film, Indiana Jones and the Last Crusade, besloten Lucas en zijn collega-regisseur Steven Spielberg iets meer te onthullen over Indiana’s achtergrond. Zo bevat de film een scène waarin men een jonge Jones te zien krijgt (gespeeld door River Phoenix). Dit leidde uiteindelijk tot het plan om meer films of een serie te maken waarin Indiana Jones’s verleden zou worden uitgediept.

### Schrijven
George Lucas schreef een uitgebreide tijdlijn voor Indiana Jones, waarin hij gedetailleerd gebeurtenissen uit Indiana’s jeugd vastlegde. Deze tijdlijn vormde de basis voor in totaal 70 afleveringen. De tijdlijn begon in 1905, en liep door tot aan Raiders of the Lost Ark. Lucas verwerkte in de tijdlijn ook al belangrijke zaken zoals welke plaatsen Indiana zou bezoeken in welk jaar, en welke historische personages hij zou ontmoeten. Toen de serie werd stopgezet, waren nog maar 31 van de geplande 70 verhalen verteld. Zou de serie zijn voortgezet, dan waren ook jongere versies van andere personages uit Raiders of the Lost Ark geïntroduceerd zoals Abner Ravenwood ("Jeruzalem, Juni 1909") en René Belloq ("Honduras, December 1920").

### Opnames
Een groot aantal filmmakers werkten mee aan de serie, waaronder bekende namen als Frank Darabont, Nicolas Roeg, Mike Newell, Deepa Mehta, Joe Johnston, Jonathan Hensleigh, Terry Jones, Simon Wincer, Carrie Fisher en Vic Armstrong.
De serie was ongewoon in het feit dat alle afleveringen op locatie werden gefilmd, overal ter wereld. Om de kosten die dit met zich meebracht nog deels te reduceren werd de serie opgenomen op 16mm film in plaats van het gebruikelijke 35mm. De serie werd zo opgenomen dat elke aflevering een opzichzelfstaand verhaal zou vormen, en de afleveringen los van elkaar te bekijken waren. Elke aflevering kostte rond de 1,5 miljoen dollar om te maken, en opnames duurden gemiddeld 3 weken.
De serie werd in drie etappes opgenomen. De eerste productie vond plaats tussen 1991 en 1992, bestaande uit 16 afleveringen. Hiervan waren er vijf met Indy als kind, 10 met Indy als tiener/jonge volwassene, en 1 met allebei. De tweede productie vond plaats van 1992 tot 1993, en bestond uit 12 afleveringen: een met Indy als kind en 11 met Indy als tiener/jonge volwassene. De derde productie vond plaats van 1994 t/m 1995, en bestond uit de vier televisiefilms.

## Verhaal
De serie werd opgezet als een educatief programma voor kinderen en tieners. Derhalve hadden vaak historische personages of gebeurtenissen een grote rol in de afleveringen.
De meeste afleveringen volgden een vaste formule waarin de inmiddels 93-jarige Indiana Jones terugblikt op zijn jeugd, en zijn belevenissen vertelt aan anderen. De rest van de aflevering toonde Indiana als een kind van een jaar of 10 in de jaren 1900, of als oudere tiener tijdens de jaren 1910. In een aflevering kwam een 50-jarige Indiana voor, gespeeld door Harrison Ford (die ook de rol vertolkte in de vier bioscoopfilms). In veel van de afleveringen ontmoette Indiana een historisch figuur. Zo kreeg men onder andere Leo Tolstoy, Lawrence of Arabia, Theodore Roosevelt, Jiddu Krishnamurti, Pancho Villa, Charles de Gaulle en John Ford te zien. De serie speelde zich af op verschillende locaties waaronder Egypte, Oostenrijk-Hongarije, India en China.
De show gaf veel achtergrondinformatie voor de reeds gemaakte films. Zo werd Indiana’s relatie met zijn vader, die voor het eerst te zien was in Indiana Jones and the Last Crusade, verder uitgediept. Ook Indiana’s jacht op het “Oog van de Pauw”, een grote diamant die te zien was in Indiana Jones and the Temple of Doom, was een regelmatig terugkerende plot.

## Rolverdeling
- Sean Patrick Flanery .... Henry "Indiana" Jones, Jr. (16-21-jarige leeftijd)
- Corey Carrier .... Henry "Indiana" Jones, Jr. (8-10-jarige leeftijd)
- George Hall .... Dr. Henry "Indiana" Jones, Jr. (93-jarige leeftijd)
- Harrison Ford .... Dr. Henry "Indiana" Jones, Jr. (50-jarige leeftijd)
- Ronny Coutteure .... Remy Baudouin
- Lloyd Owen .... Professor Henry Jones, Sr.
- Margaret Tyzack .... Miss Helen Seymour
- Ruth de Sosa .... Anna Jones

## Afleveringen

### The Young Indiana Jones Chronicles
De serie bestaat uit 2 seizoenen, met in totaal 28 afleveringen waarvan er 4 niet zijn uitgezonden. Nadat de serie werd beëindigd, werden er vier televisiefilms gemaakt als poging de serie nieuw leven in te blazen.

### The Adventures of Young Indiana Jones
In 1999 werden de afleveringen en televisiefilms bewerkt tot 22 nieuwe afleveringen verdeeld over 3 periodes. De naam werd aangepast naar The Adventures of Young Indiana Jones. De bewerkte afleveringen spelen zich (grotendeels) in chronologische volgorde af.

## Prijzen
Van 1992 tot 1994 werd de serie genomineerd voor 23 Emmy Awards, waarvan hij er 10 won. In 1993 werd Corey Carrier genomineerd voor de Young Artist Award in de categorie "Best Young Actor Starring in a Television Series". In 1994 werd David Tattersall genomineerd voor de ASC Award.